# Ciutadà Honorífic dels Estats Units

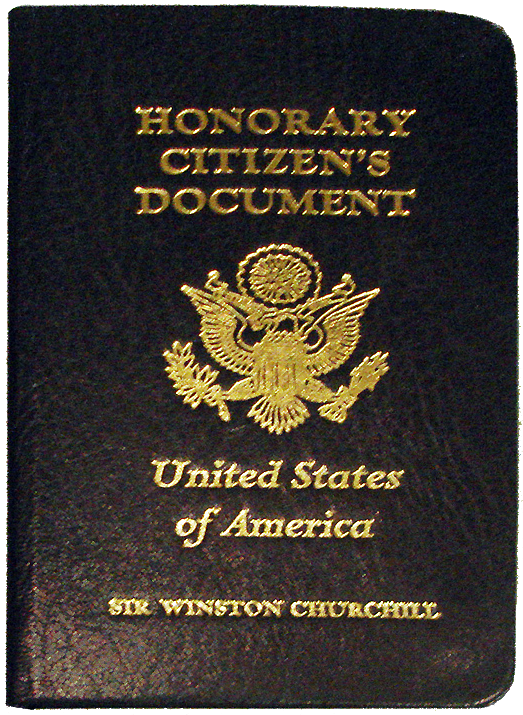
El passaport de ciutadà honorífic de Sir Winston Churchill

A petició del Congrés, el president dels Estats Units pot atorgar el títol de Ciutadà Honorari dels Estats Units d'Amèrica a una personalitat que abans no era un ciutadà d'aquest país. És un privilegi únic que fins ara ha estat concedit només set vegades, sis d'aquests a títol pòstum:
- 1963: Winston Churchill (1874-1965), l'ex-primer ministre britànic.
- 1981: Raoul Wallenberg (1912 -?) El diplomàtic suec que va ajudar a salvar de l'extermini del nazisme més de cent mil jueus d'Hongria.
- 1984: William Penn (des de 1644-1718), fundador de Pennsilvània.
- 1984: Hannah Callowhill Penn (1671-1727), la segona muller de William Penn, administradora de la província de Pennsilvània
- 1996: Mare Teresa de Calcuta (1910-1997), monja d'origen albanès, benefactora dels barris pobres de Calcuta.
- 2002: La Fayette (1757-1834), heroi francès de la Guerra de la Independència dels Estats Units.
- 2009: Kazimierz Pulaski (1745-1779), l'heroi polonès de la Guerra de la Independència dels Estats Units, conegut com "el pare de la cavalleria americana".
- 2014: Bernardo de Gálvez y Madrid (1746-1786), heroi espanyol de la Guerra d'Independència dels Estats Units.

La proclamació de la ciutadania d'honor no s'ha de confondre amb el procediment que en alguns casos i de manera excepcional, el Congrés i el President poden concedir la ciutadania "ordinària" dels Estats Units d'Amèrica per decret.

## Galeria

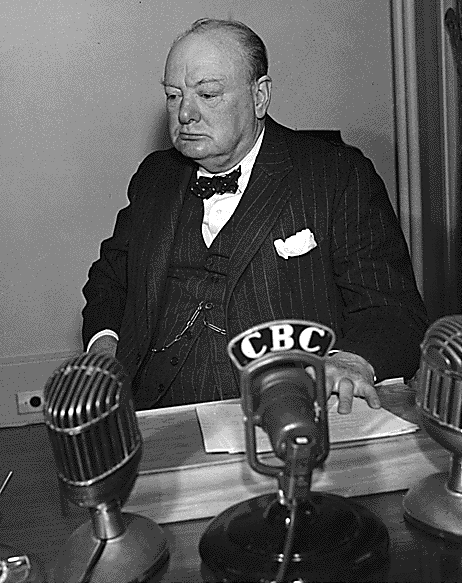
Winston Churchill
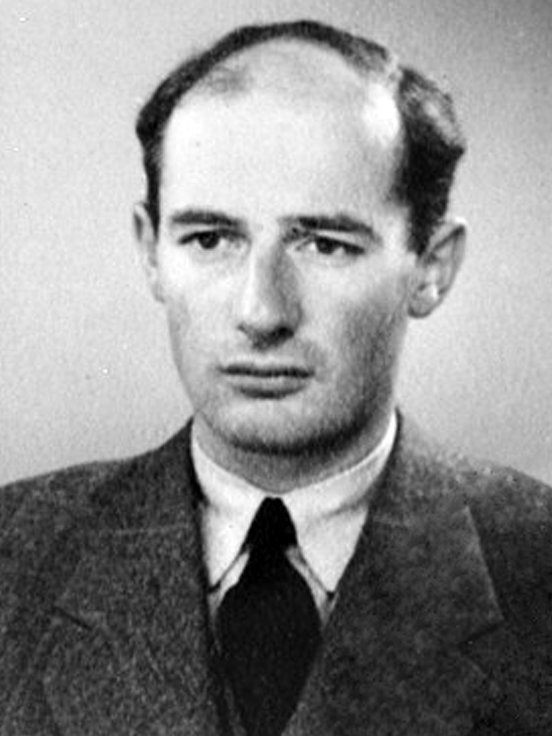
Raoul Wallenberg
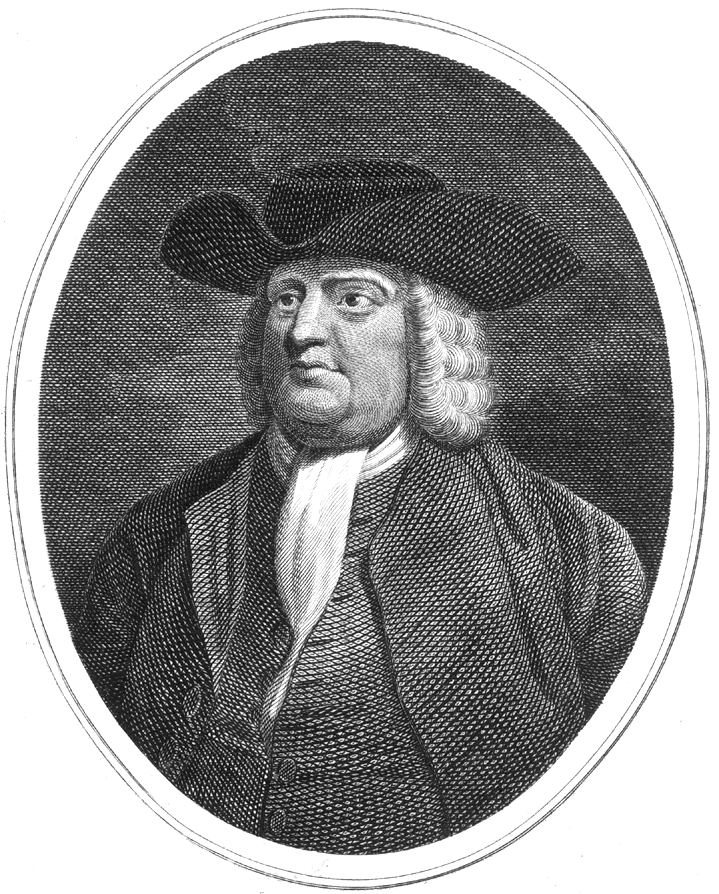
William Penn
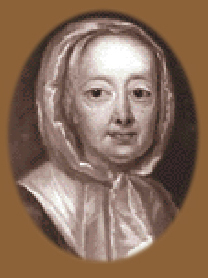
Hannah Callowhill Penn
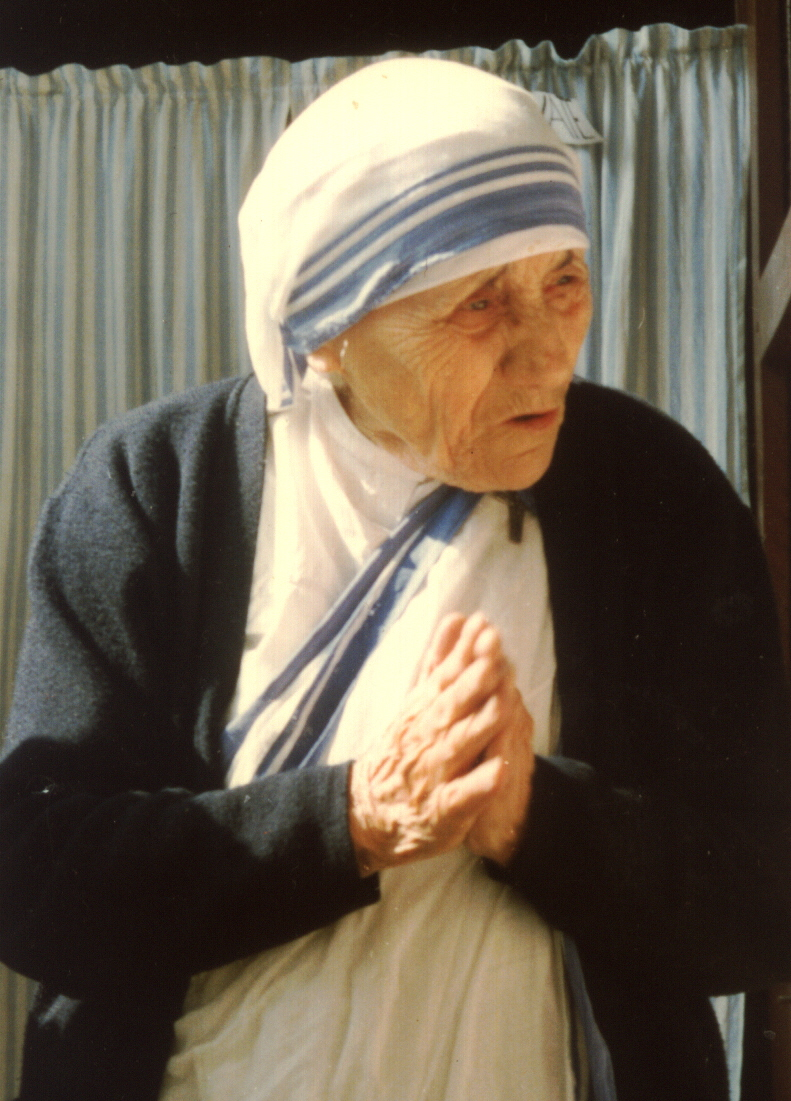
Mare Teresa de Calcuta
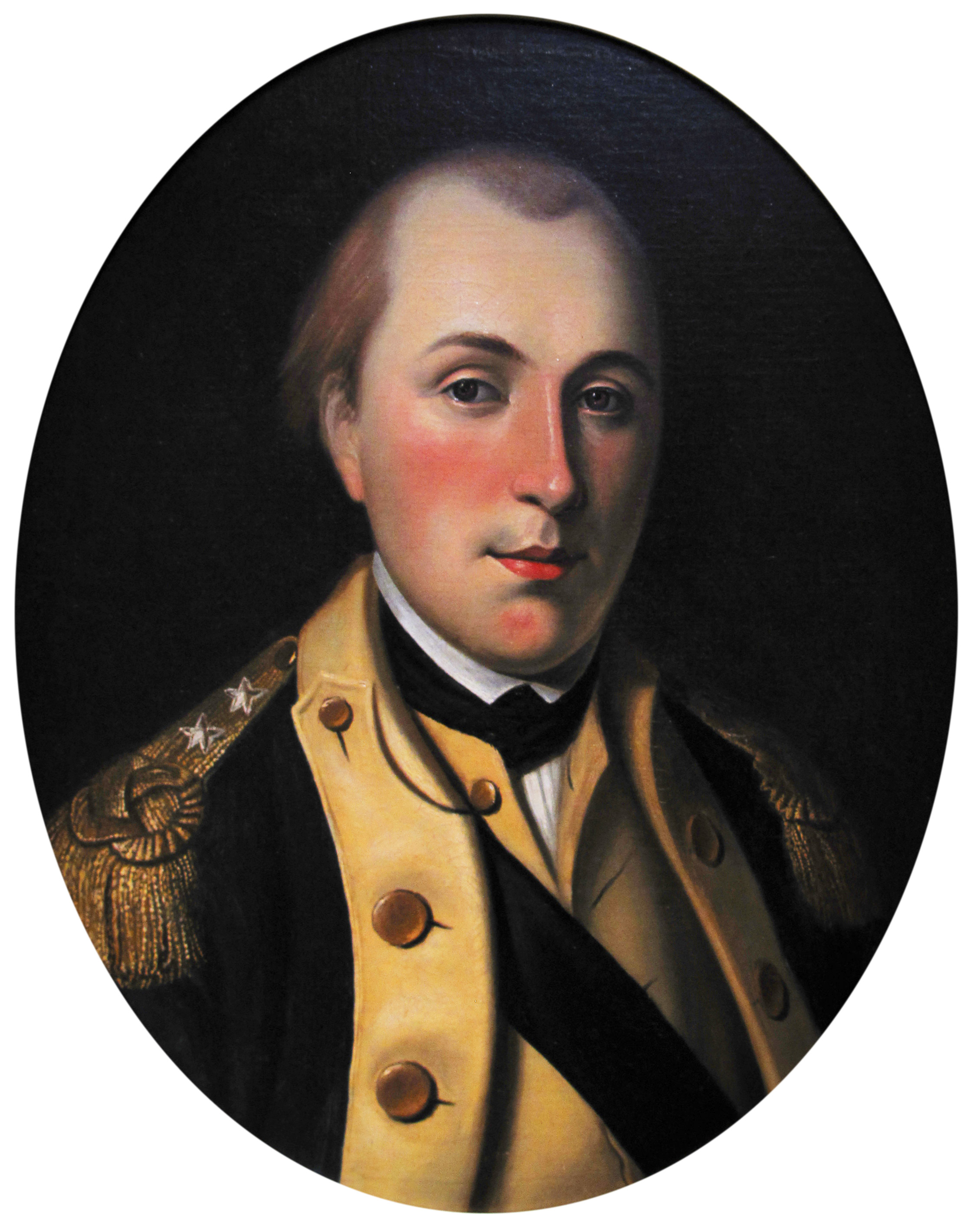
Marques de La Fayette
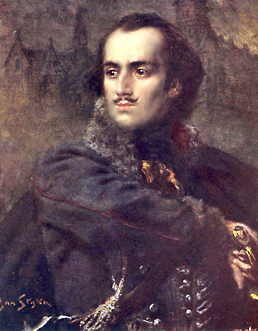
Kazimierz Pułaski